# Чагар-Хане-Сар-е-Бала
Чагар-Хане-Сар-е-Бала (перс. چهارخانه سر بالا) — село в Ірані, у дегестані Лайл, в Центральному бахші, шагрестані Ляхіджан остану Ґілян. За даними перепису 2006 року, його населення становило 21 особу, що проживали у складі 6 сімей.